# 桃太郎

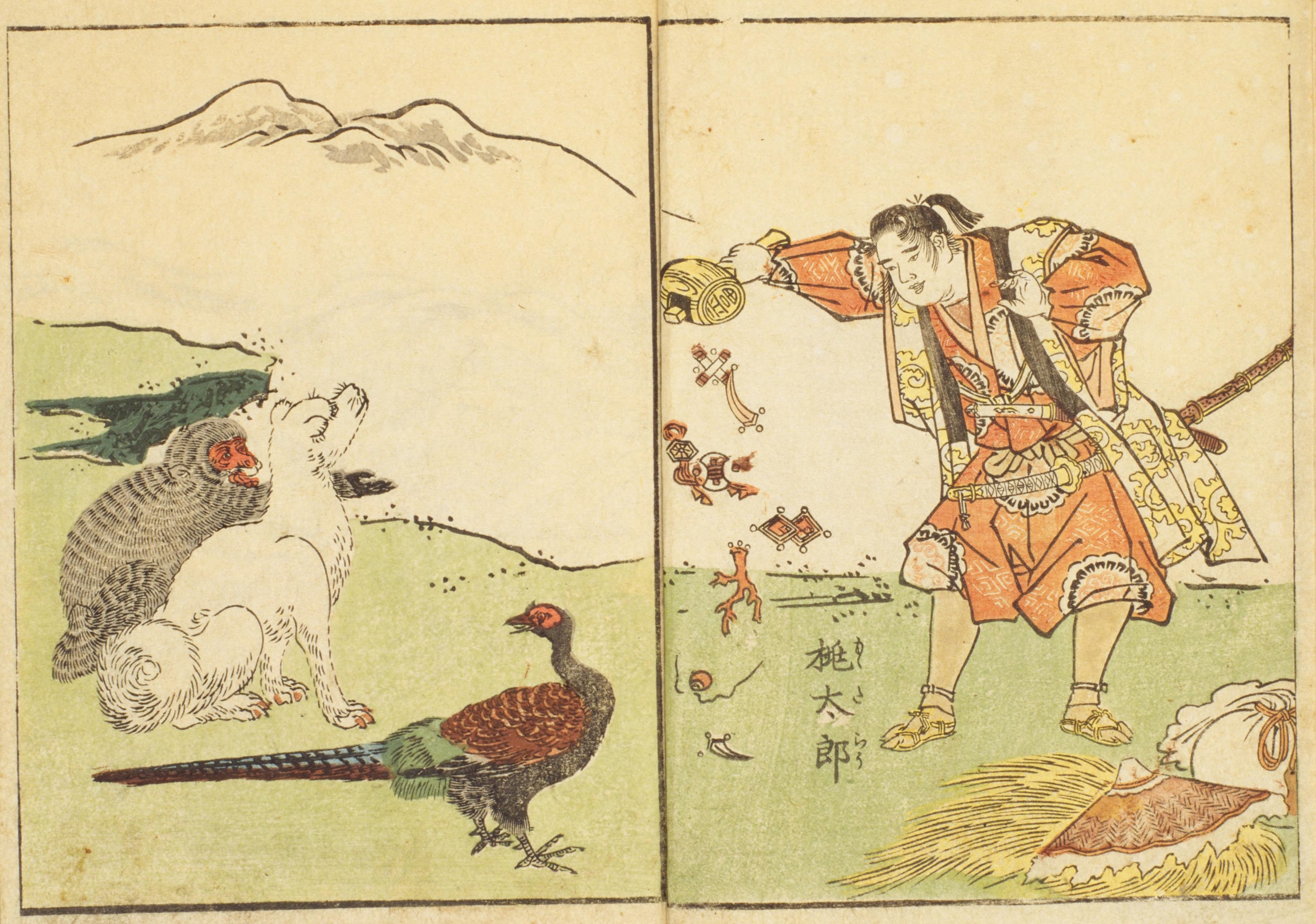
黍団子をふるまう桃太郎とお供の雉・犬・猿。―山東庵京伝（山東京伝）著『絵本宝七種』（蔦屋重三郎刊、1804年）より。

桃太郎（ももたろう）は、日本のおとぎ話の一つ。桃の実から生まれた男子「桃太郎」が、お爺さんお婆さんから黍団子（）をもらって、イヌ、サル、キジを家来にし、鬼ヶ島まで鬼を退治しに行く物語。

## 内容から
桃太郎物語は、以下のような粗筋のものが「標準型」となっている。
桃から生まれた桃太郎は、老婆老爺に養われ、鬼ヶ島へ鬼退治に出征、道中遭遇するイヌ、サル、キジをきび団子を褒美に家来とし、鬼の財宝を持ち帰り、郷里に凱旋する。
この「標準型」とは明治から現在に至り教科書や絵本を通じて普及した「桃太郎」を指す。作品によって場面ごとの違いはあるが、どの書籍でも桃太郎側の視点での勧善懲悪物語となっている。

### 異本
より古い系統の桃太郎説話は、この「標準型」とは異なるものである。とりわけ桃太郎の出生に関しては、桃から生まれたとする型（「果生型」）が今や一般的だが、これは19世紀初頭にはじめてみられるもので、それまでの草双紙では桃を食べたお爺さんお婆さんが若返り出産する型（「回春型」）が主流だった。

### 口承文学の異伝
口承話では「果生型」が多いとされている。
その他、桃太郎の誕生の仕方については＜赤い箱と白い箱が流れて来て、赤い箱を拾ったら赤ん坊が入っていた＞など差異のあるものが多数伝わっている。赤い手箱と黒い手箱の場合や、箱の中に桃が入っている場合も、特に東北や北陸を中心に確認できる。
桃の割れる経緯についても「たんす」や「戸棚」や「臼」に入れておいた桃が自然に割れて男児が誕生するなど、民間での語り伝えは一様でなかった。
桃太郎の成長過程については、お爺さんとお婆さんの期待通り働き者に育ったとする場合もあるが、三年寝太郎のように力持ちで大きな体に育つが怠け者で寝てばかりいるとする話が主に四国・中国地方にみられる。

## 成り立ち

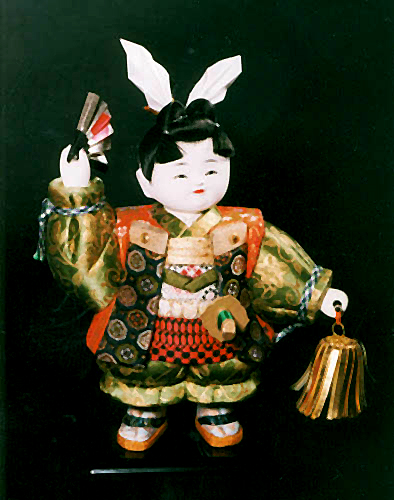
桃太郎の人形

### 由来
特定の伝説に拠る物語の由来については諸説存在し、それぞれ論争のあるところである。桃太郎の起源を岡山とする説に関して、戦前の頃までその支持は、愛知県や香川県をゆかりとする説に大きく後れを取っていたが、1960年以降の岡山地域の促進運動によってその知名度が上がっている。詳しくはゆかりの地を参照。

### 成立過程
物語としての成立年代は正確には分かっていないが、原型（口承文学）の発祥は室町時代末期から江戸時代初期頃とされる。
以後、江戸時代の草双紙の赤本のち豆本や黄表紙版の『桃太郎』『桃太郎昔話』などの出版により広まった。現存最古の文献は赤小本『もゝ太郎』（享保8年／1723年刊行）とされるが、かつて研究された原典にはこれより古い元禄以前の『桃太郎話』、元禄頃の『桃太郎昔語り』なども現存していた。

#### 小池の分類法
多くの江戸期の原典を収集・筆写・比較研究した小池藤五郎は、最も古い諸本を「第一系統本」（『桃太郎昔語』等）とした。第一系統本では登場人物は「とう団子」をこしらえており、そこから派生した第二系統本（前述の享保刊行『もゝ太郎』等）になってこれが「日本一のきびだんご」に変じたと論じている。他の違いとして、爺が草刈りに行くか、柴刈りに行くかの相違を挙げている。これには曲亭馬琴の『燕石雑志』（文化8年／1811年）や瑞鳥園齋守こと賀茂規清（1798-1861）著の『雛迺宇計木（ひなのうけぎ）』などたくさんの資料が含まれる。
馬琴の『童蒙話赤本事始』では「桃太郎」は五大昔噺の冒頭を飾る。

#### 回春型と果生型の成立順序
小池は慈雲院命鑑玖誉『太郎物語』（慶長5年／1600年）を原話にちかいものとみなしており、そこにあるような夫婦が神仏頼みで子を得た話が最も古い原型で、次いで夫婦が若返り子をもうけた形（「回春型」）、最後に「桃から生まれた桃太郎」（「果生型」）が登場したと提唱した。
近年の研究では「回春型」が「果生型」より先んずるとする論に賛成する意見も、同調するには慎重な意見もうかがえる。
島津久基は「桃から生まれた桃太郎」のほうが古い形態であると主張し、小池と島津の両者は激しく対立している。大正末頃には、気比神宮の建築装飾が果実型の物語の早期成立を示すものであると指摘されたが、小池は桃太郎を模した作である証拠がなく、神宮で祀られる神の物語と伝える説が正しいと見た（§気比神宮に詳述）。
あくまで文献資料（草双紙）で見る限り、「桃から生まれた」話はより新しい系統の馬琴作『燕石雑志』（1811年）や『童話長篇』（1830年）等の作品にみられるとされる。なお、式亭三馬作『赤本再興桃太郎』（文化9年／1812年）においては桃が2個流れてきて、ひとつを食した老夫婦は若返り、もうひとつから桃太郎が生まれ、この異本の特色となっている。
前述したように、こうした江戸期の文献（草双紙など）では、桃を食べ若返った夫婦が子作りをはたす「回春型」桃太郎が主流であった。たとえば赤本『桃太郎昔語』（刊行年不詳）には、若返りした媼が桃太郎を出産する挿絵がある。
明治時代が近づくにつれて桃から生まれた「果生型」桃太郎が、より多くみられるようになった。

#### 気比神宮
福井県敦賀市、慶長19年（1614年）に再建された気比神宮本殿の桁梁には、割れた桃から出現する男の彫刻像があった（敦賀空襲により像は焼失）。四隅にそれぞれの装飾があり、童話の起源を物語るものと同社の略記に書かれており、他は浦島太郎、因幡の白兎、三猿だったとの回答を宮司（1956年時）から得ている。また、同社ではある時代から桃から生まれる嬰児の粘土細工の土産も売られていた。
これを検証した小池は、「果生型」の草双紙が流布した時代になれば、この像を見て"桃から桃太郎が生まれた"図案と解釈しえた、とそれなりの類似を認めつつも、像の制作時からこれが桃太郎だったと立証するにも"何一つ由来・伝説・資料等がない」と懐疑的な立場に徹した。
小池の見立てでは、この顔は幼児というより老人っぽく、髪をみずらに結っていた。神宮では、これを主神の伊奢沙別命（イザサワケノミコト）による大陸遠征の物語とする説があるが、何ら古文書に無く、日中戦争の1940年頃に喧伝されていたものなので時局に便乗した産物でないかと疑われるが、小池は最終的にその疑いを払拭して、この説を支持する結論に達している。
この像を桃太郎と見て特に疑わない意見もあり、美術史家の源豐秋（源豊宗）の論文（1923年）は安土桃山時代の桃太郎彫刻と鑑定し、中村直勝（1935年）も源豊宗の結論を引いており、のち俳人の志田義秀の『桃太郎概説』（1941年）も、本殿再建の慶長19年の彫刻と時代を遅らせているが桃太郎であることに異議を唱えていない。

#### 鬼から奪った財宝
江戸期の文学では、桃太郎が持ち帰る財宝は、隠れ蓑、隠れ笠、打ち出の小槌、金銀、延命袋（第一系統、第二系統）などである。第三系統の『桃太郎一代記』（北尾政美画 天明元年／1781年）などで金銀宝玉やさんごが加わってくる。20世紀に入ると、その宝が「金銀珊瑚綾錦」であることが常套句のようになって用いられているが、昭和期の童話の出版物でも、これらの他に相変わらず隠れ蓑や打ち出の小槌も加わっていた。

### 標準型
1887年（明治20年）に国定教科書（『尋常小学読本』巻1）に採用される際にほぼ現在の「標準型」のあらすじの桃太郎物語が掲載された。だが1904年の第1期『尋常小学読本』の際には桃太郎はいったん教材からはずされた。1910年の第2期『尋常小学読本』にて復活したが、このころ童話作家の巖谷小波が文部省嘱託となっていて桃太郎の執筆に大きくかかわっている（事実上の執筆者である）と考えられている。小波は、1894年（明治27年）に『日本昔話』としてまとめられており、これもその後の語り伝えに大きく影響した。
桃太郎の姿が、日の丸の鉢巻に陣羽織、幟を立てた姿になり、犬や鳥、猿が「家来」になったのはこの明治時代からである。それまでは戦装束などしておらず、動物達も道連れであって、上下関係などはない。明治の国家体制に伴い、周辺国を従えた勇ましい大日本帝国の象徴にされたのである。太平洋戦争の終焉まで、桃太郎は多くの国語の教科書をはじめ、唱歌や図画の教材などに日本国内で広く利用された。
その後も語り、絵共に様々な版が生まれ、また他の創作物にも非常に数多く翻案されたり取り込まれたりした。落語の『桃太郎』などもその一例である。

## 唱歌
唱歌「桃太郎」は、文部省唱歌の1つ。1911年（明治44年）の『尋常小学唱歌』に登場。作詞者不明、作曲・岡野貞一。
- 桃太郎
  1. 桃太郎さん、桃太郎さん、お腰につけた黍団子、一つわたしに下さいな。
  2. やりましょう、やりましょう、これから鬼の征伐に、ついて行くならやりましょう。
  3. 行きましょう、行きましょう、貴方について何処までも、家来になって行きましょう。
  4. そりや進め、そりや進め、一度に攻めて攻めやぶり、つぶしてしまへ、鬼が島。
  5. おもしろい、おもしろい、のこらず鬼を攻めふせて、分捕物をえんやらや。
  6. 万万歳、万万歳、お伴の犬や猿雉子は、勇んで車をえんやらや。

現在では歌詞が改変されたり、後半部を削除したりする場合が多い。これと似たような経緯で後半部を削除された童謡に、てるてる坊主がある。両者ともに歌詞の意外性、残酷性が取り上げられることがある。
また、上記に比べ知名度は劣るが、作詞・田辺友三郎、作曲・納所弁次郎による「モモタロウ」もある。1900年（明治33年）の『幼年唱歌』に登場。
- モモタロウ
  1. 桃から生れた桃太郎、氣はやさしくて力持、鬼ケ島をばうたんとて、勇んで家を出かけたり。
  2. 日本一の黍團子、情けにつきくる犬と猿、雉ももらうてお供する、急げ者どもおくるなよ。
  3. 激しいいくさに大勝利、鬼ケ島をば攻め伏せて、取つた寶は何々ぞ、金銀、珊瑚、綾錦。
  4. 車に積んだ寶もの、犬が牽き出すえんやらや、猿があと押すえんやらや、雉がつな引くえんやらや。

## 地域別の口承伝説
- 岡山県を中心とした地域には、横着な性格と大力を持った隣の寝太郎型の桃太郎も多い。鬼退治にしても鬼を海中に投げ宝物をとって帰ったり、鬼に酒を飲ませて退治したりする例もある[8]。
- 香川県高松市鬼無町では桃太郎が女の子だった、とする話がある。おばあさんが川から持ち帰った桃を食べ、若返ったおじいさんとおばあさんに子どもができ、男の子のように元気のいい女の子が生まれる。そして、あまりに可愛いので鬼にさらわれないよう桃太郎と名づけ育てた、というもの[41]。成立の経緯は、讃岐国司だった菅原道真が「稚武彦命が三人の勇士を従えて海賊退治をおこなった」という話を地元の漁師から聞き、それをもとにおとぎ話としてまとめたものであるという[42]。
- 岩手県紫波郡には母親の腰近くに転がってきた桃を拾って帰り、綿に包み寝床に置いておいたら桃が割れ子供が生まれた桃の子太郎という伝承や、越後、佐渡（現・新潟県）の「桃太郎」では桃の代わりに香箱が流れてきたとあり、この香箱は陰部の隠語でもあるという[43]。
- 岩手県の別の語りでは、桃太郎は父母が花見に行った時に拾った桃から誕生。地獄の鬼から日本一の黍団子を持って来いと命じられ、地獄へ行き鬼が団子を食べているすきに地獄のお姫様を救う。婚姻譚を伴う桃太郎である[14]。
- 福島県の桃太郎も山向こうの娘を嫁にする話。きび団子の代わりに粟・稗の団子の設定の高知県の話。またお供も猿・犬・雉ではなく石臼・針・馬の糞・百足・蜂・蟹などの広島県・愛媛県の例もある。地方には多様なバリエーションがある[14]。
- 東京北多摩（現・東京都多摩地域北部）地方には蟹・臼・蜂・糞・卵・水桶等を家来にする話があり、これは明らかに猿蟹合戦の変型とする見方もある[44]。
- 山梨県大月市には「岩殿山（九鬼山という説もある）に住む鬼が里山の住民を苦しめていた」「百蔵山には桃の木が生い茂り、そこから川に落ちた桃をおばあさんが拾い持ち帰った」「上野原市の犬目で犬、鳥沢でキジ、猿橋でサルを拾った」等のいわゆる「大月桃太郎伝説」が存在する[45]
- 南西諸島の沖永良部島（鹿児島県奄美群島）では「桃太郎」は「ニラの島」へ行ったという。龍宮であるニラの島で島民はみな鬼に食われていたが、唯一の生存者の老人の家に羽釜があり、そのふたの裏に鬼の島への道しるべが書かれており、その道しるべどおり地下の鬼の島へ行き、鬼退治に行く筋書きである[46]。
- 沖縄県宮古島の豪族・有力者であった根馬氏の系譜『根馬氏系図家譜正統』、古謡「仲宗根豊見親八重山入の時のあやご」などには、16世紀初めにオヤケアカハチの乱、鬼虎征伐に参戦した豪族の一人に大川盛・与那覇の桃太郎（桃多良、むむたらー）の名がある。これは15世紀までには沖縄へ桃太郎伝承が伝播し、その名にあやかって命名されたものと考察されている[47]。

### その他
- 語り部によって、桃が川に流れている描写を「どんぶらこっこ すっこっこ」、「どんぶらこ どんぶらこ」などと表現する。
- 「桃太郎」は日本統治時代の台湾に伝わり、台湾には「桃太郎村」[48]というアミューズメント施設が存在した。
- 屏東県の客家地域では、桃太郎一行が山に入り、虎退治（虎狩り）をして、虎の皮や肉を持ち帰ったと伝えられているが、山賊退治して財宝を持ち帰ったバージョンもある。新竹県のタイヤル族には、桃太郎一行が鬼城へ鬼退治に行ったバージョンがある[49][50]。

## ゆかりの地

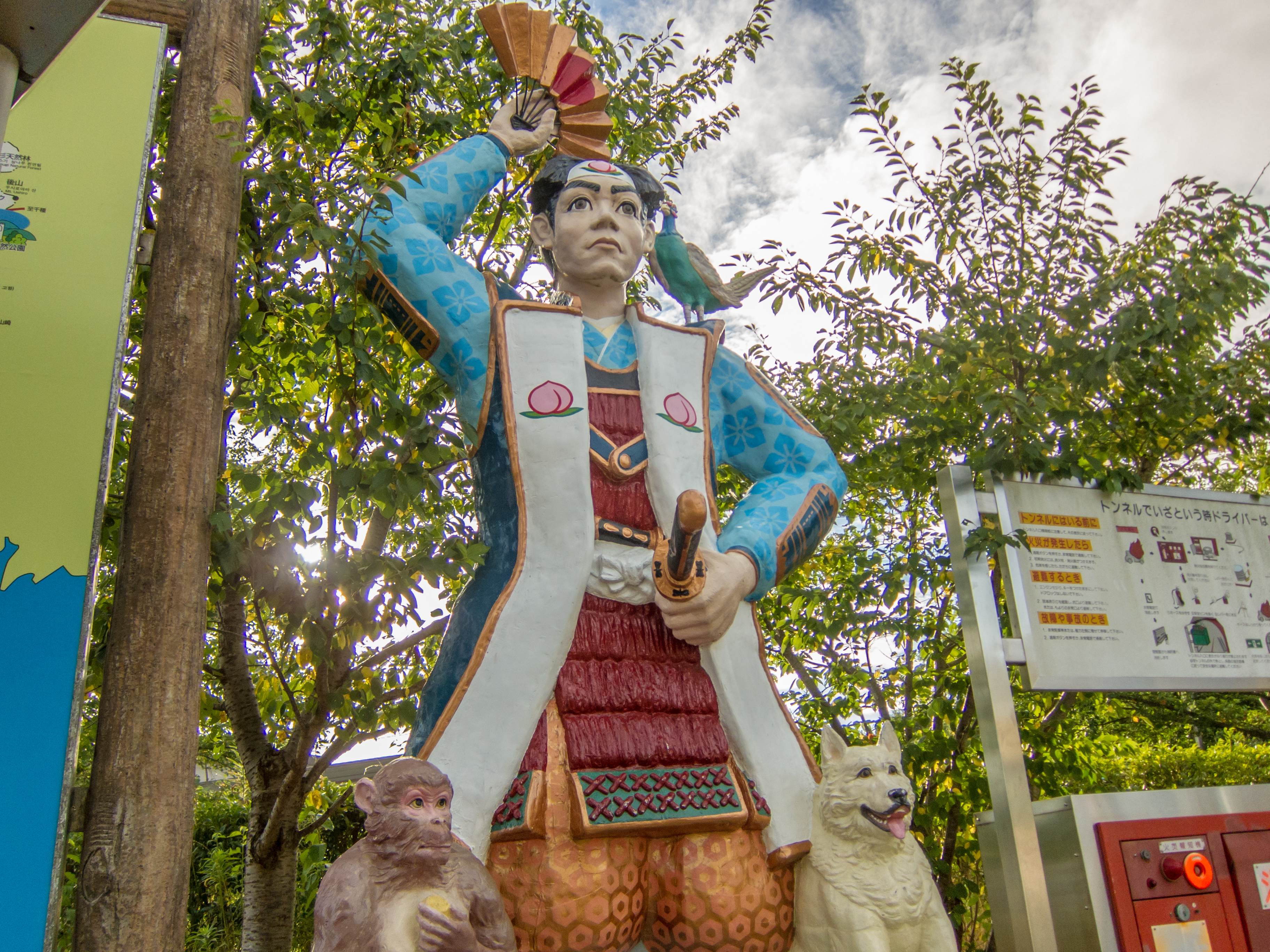
桃太郎の像（岡山県岡山市、吉備サービスエリア）

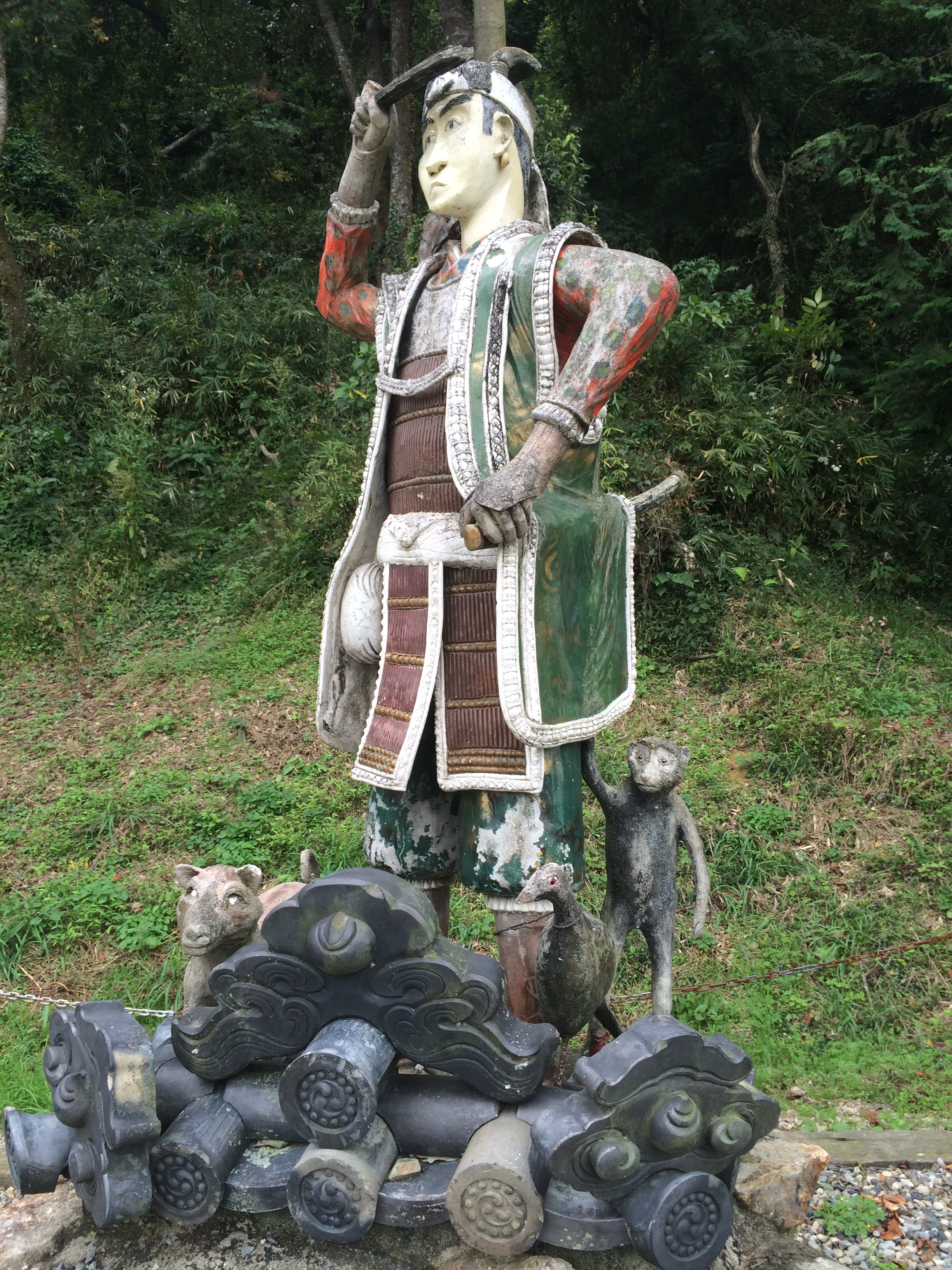
岡山県岡山市 吉備津彦神社の桃太郎像

ゆかりの地とされる場所は全国にあるが、その中でも特に岡山県が最有力地とされており、全国で唯一、岡山だけが『「桃太郎伝説」の生まれたまち おかやま』の名称で日本遺産として文化庁からゆかりの地として正式に認定されている。
岡山県は、桃太郎作中の「きび団子」と同音の江戸時代の地元土産品「吉備団子」を関連付けるなど、全県を挙げての宣伝活動からゆかりの地として全国的に有名となり、現在は桃太郎の像なども存在する。岡山を発祥地とする主張の三大根拠とされるのが、吉備団子、桃、そして、吉備津彦命の温羅退治伝説であるとされている。
「黍団子」が「吉備団子」に通じることから、桃太郎は「吉備国」（現在の岡山県）とゆかりがあるとの論旨が生まれた。しかし古い系統本の物語説話では「とう団子」等であることが指摘されており、本来そのような関連性はないとされる。ちなみに商品として広く知られる吉備団子は、きび団子にちなんで江戸末期に売り出された物である。
岡山県ゆかりの由来説として、第7代孝霊天皇の皇子彦五十狭芹彦命（ひこいさせりひこのみこと、吉備津彦命）の温羅退治伝説に桃太郎説話の原話を求める説がある。岡山市の吉備津神社の縁起物など（古くは16世紀末の文献）に記録される伝説であるが、時代設定は第11代垂仁天皇の御代であり、温羅の居城は備中国鬼ノ城とされているので桃太郎討伐の鬼に見立てられている。これは学界ではなく在野の説で、地元岡山市の難波金之助なる塑像家が昭和初期に提唱したのを嚆矢とする。
古代吉備は、大和に匹敵する勢力を誇っていた。しばしば大和と対抗し屈服したことが『日本書紀』や『古事記』からうかがえ、吉備津彦命と温羅との戦いは、実は大和と吉備の対立を反映したものといわれる。
似た俗説が明治時代、日本一吉備団子を販売する広栄堂の主人が執筆したなかにもみえる。そこでは桃太郎のモデルを神武天皇という仮説を立てており、さらに吉備津彦命はその昔、この天皇に手ずから吉備団子を献上したという言い伝えを記している。
吉備津神社縁起物によると、吉備津彦命は犬飼健命（いぬかいたけるのみこと）という部下がいた。犬飼、猿飼部の楽々森彦命（ささもりひこのみこと）、鳥飼部の留玉臣命（とめたまおみのみこと）という三人の家来と共に、鬼ノ城に住む「鬼」である温羅を倒したともされているが、この家来たちを桃太郎の逸話に置き換えると「犬飼健=犬」「楽々森彦=猿」「留玉臣=雉」となるとする説がある。
岡山県の血吸川（笹ヶ瀬川の支流）も桃太郎の桃が流れた川、あるいは桃太郎との戦いで傷を負った鬼の血が流れた川だと、温羅伝説に伝わる。
彦五十狭芹彦命（吉備津彦）の故郷である奈良県磯城郡田原本町では、桃太郎生誕の地として黒田庵戸宮（廬戸宮）を観光ＰＲの一つとして取り上げている。
以下は桃太郎サミットや日本桃太郎会連合会に参加する自治体とそのゆかりの場所。
- 岡山県岡山市
  - 吉備津神社
  - 吉備津彦神社
  - 笹ヶ瀬川[59][60]
  - 鬼ノ城（総社市）
  - 中山茶臼山古墳
  - 矢喰宮
  - 楯築遺跡 (倉敷市)
  - おかやま桃太郎まつり
  - 岡山空港（岡山桃太郎空港）
- 香川県高松市
  - 田村神社 (高松市)
  - 熊野権現桃太郎神社
  - 女木島 (鬼ヶ島)
  - 鬼無

## 解釈

### 伝播・派生
桃太郎の対的説話としては瓜から生まれた瓜子姫が指摘され、沖縄県久高島には黄金の瓜から生まれた男子が後の琉球王（西威王とされる）となったという伝説のバリエーションもある。

### 桃
上流から流れてきた桃を食べて老夫婦が若返ったというくだりは、西王母伝説、あるいは日本神話のイザナギの神産み#黄泉の国にみられるように、桃が邪気をはらい不老不死の力を与える霊薬である果実とされていることと関連する。桃太郎を齎した桃は、こうした力のある桃が山から流れて来たものとも考えられる。瓜や橘の実でなく、特に桃である理由について、奥田継夫は著書『どこかで鬼の話』で「桃は大昔より数少ない果物であり、においや味、薬用性および花の美しさがそろい、紅い小さな花と豊潤な果実を付けるところが不老不死のイメージにぴったりであり、人に利益を与え死の反対の生のシンボルを思わせ、その中でも特に桃の実が柔らかくみずみずしく産毛、筋目から命の源の女性器に似ているからであり、そのイメージには邪悪な鬼を退散させる力を感じさせるからであろう」としている。この桃と女性の生殖器についての考察は、西岡秀雄等がおこなっている。
桃そのものが女性であったという解釈もある。おばあさんが拾ってきたのは、大きな桃ではなく若い娘であり(桃は若い娘の尻の象徴)、子供が出来ず悩んでいたおばあさんは、拾ってきた娘におじいさんの子供をはらませ、その娘から子供を取り上げた(=桃を割る)という。
日中民間説話研究者の立石展大は中国においては棗核児が似た伝承があるとしている。

### 鬼門
鬼は、風水では丑と寅の間の方角（北東）である「鬼門」からやって来ると考えられていることから、敵役である鬼が牛のような角を生やし、虎の腰巻きを履いているのも、風水の思想によるという解釈もある。
桃太郎は「鬼門」の鬼に対抗して、「裏鬼門」に位置する十二支（十二支は方角も表す）の動物（申（サル）、酉（トリ＝キジ）、戌（イヌ））を率いた、という解釈がある（曲亭馬琴「燕石雑志」など）。
巖谷小波の『日本昔噺』版「桃太郎」（1894年）には、鬼ヶ島が大日本国の「東北（うしとら）」の方向にあるという説明が付加されているが、これも馬琴の「鬼が島鬼門説」に迎合したのではないかという見方がある。だが刊行の時期が日清戦争の勃発と重なっていることもあり、桃太郎を皇軍に、鬼を敵国の清朝中国に見立てたことも影響していると思われる。

### 物語
民俗学者柳田國男は『桃太郎の誕生』（1933年）の論集で、昔話に日本の「固有信仰」を見出すことに主眼をおいたが、桃太郎を一寸法師、瓜子姫などのような異常誕生・成長の「小さ子」の物語系統のひとつとして解析したのは柳田が初めである。また、川上から流れる桃の展開から異界の存在と水辺との関連を、それらを統率する存在として水辺の「小さ子」・「海神少童」伝承に繋がり、最終的には、天のかがみの船に乗り波の流れに沿って流れついたスクナヒコナ神話へと結びつくのである。柳田はここで、昔話とはかつての神話の零落した一つの姿であると言っている。
視点を変えれば異常出生の神の子が共同体から除外されつつも異郷に赴く「英雄神話」が抽出できる。また柳田は『桃太郎の誕生』の中で、古代ローマのミトラ教神話には、少年の姿をしたミトラ神が犬やサソリを伴って猛牛を退治する話があり、同類型の話が日本以外にも存在するとも述べている。
桃太郎を文化人類史的視点から見たのが文化人類学者・石田英一郎である。『桃太郎の母』において、「水界の小さき子」の影に「水界の母子神」の存在がつきまとうと見いだし、南方の島々や太平洋周辺の諸民族の伝説の研究へと行き着く。浜辺に神の子を産み残していく「豊玉姫型の伝承」や南風に身を晒して子を産む「女護が島型の説話」などのユーラシア大陸、旧石器時代の文化との関連へと石田の「桃太郎の母」探しは発展していき、遠い昔に信仰された原始母神とその子神とにまつわる霊童の異常出生譚的な神話の想定に至る。
神話学者・高木敏雄は『桃太郎新論』で出自そのものの桃に着眼し、「梨太郎」・「林檎太郎」でなくなぜ桃太郎なのかにこだわった。桃太郎を「英雄伝説的童話」と位置づけ、桃は前述のように邪気を祓う霊物であり、長生不老の仙果であり、太郎が老夫婦に育てられるのと桃が不老長寿の果物であることは無関係でないと述べている。
民俗学者・関敬吾は鬼が島征伐の冒険的行為に社会慣習としての通過儀礼である成年式が反映していると考えた。

## 評価・変遷
福澤諭吉は、自分の子供に日々渡した家訓「ひゞのをしへ」で、悪行をなす鬼を懲罰する桃太郎は正しくとも、（世のために）鬼が所持する宝を強奪した桃太郎は「卑劣千万」であると非難する。
現代でも「本当は鬼が島に押しかけた桃太郎らが悪者ではないか」と考える者はおり、裁判所等で行われる模擬裁判の事例やディベートの議題として取り上げられる場合がある。
芥川龍之介をはじめとして、尾崎紅葉、正岡子規、北原白秋、菊池寛などの著名な小説家たちも競って桃太郎を小説の題材にしており、桃太郎が「日本人」の深層心理に与えている影響の大きさがうかがえる。
戦前は軍国主義という思想を背景に、勇敢さの比喩として語られていた。この場合桃太郎は敵国という鬼を成敗する子としてスローガンに利用され、日本初の長編アニメ映画といわれる『桃太郎の海鷲』『桃太郎 海の神兵』はじめ多くのプロパガンダ作品に登場した。大正期の童心主義では童心の子として、プロレタリア主義では階級の子として、戦時中には孝行・正義・仁如・尚武・明朗などの修身の徳を体現した国民的英雄として、また戦後になると民主主義の先駆として語られるなど、桃太郎はしばしば国民の模範として描かれてきた。
一方、太宰治は戦争中に執筆（発表は戦後）した『お伽草紙』の中で、「桃太郎」を「私の物語に鋳造し直すつもり」だったが、完璧に強い桃太郎を描くことが自分にはできない、「いやしくも桃太郎は、日本一という旗を持っている男である。日本一はおろか日本二も三も経験せぬ作者が、そんな日本一の快男子を描写できる筈が無い。」として執筆を断念したと記している。

## 桃太郎に関連する作品

### 『桃太郎』の話を原案とした作品
桃太郎をベースとしたフィクション作品も参照。
- 『鬼桃太郎』 - 尾崎紅葉（1891年） 桃太郎を鬼の面から解釈した[75]。
- 『日露ぽんち桃太郎のロスキー征伐』 - 石原和三郎文、北沢楽天画（1905年） 日露戦争の際に出版された。「昔は南の国に鬼がいたが、今は西方にロスキー（露西鬼）がいる」というもの。
- 『桃次郎』 - 巖谷小波（1911年） 極力ユーモラスに桃太郎を書いた。
- 『オトギ歌劇ドンブラコ（桃太郎）』 - 北村季晴作詞作曲のお伽歌劇（1912年発表）。宝塚少女歌劇の初公演にも用いられた。
- 『むかし噺』 - 北原白秋（サンデー毎日 1922年〈大正11年〉10月、のち『花咲爺さん』に所収）
- 『桃太郎 (芥川龍之介)』 - 芥川龍之介（サンデー毎日の臨時増刊 1924年〈大正13年〉7月）
- 『モモタラウ』 - 菊池寛 『日本童話集』文藝春秋社、1928年
- 『桃太郎 (内田百閒)』 - 内田百閒 「王様の背中」（1934年）に収録[76]。
- 「桃太郎輪廻」 - 筒井康隆『日本列島七曲り』（1974年）所収[注 11]。
- 『ドラえもん ぼく、桃太郎のなんなのさ』 - ドラえもん映画作品（1981年）。
- 『ふぁみこんむかし話 新・鬼ヶ島』 - 任天堂（1987年）が制作発売したファミリーコンピュータ用アドベンチャーゲーム。主人公は桃太郎でない。派生作品に『平成 新・鬼ヶ島』がある。
- 『新・桃太郎』 - 台湾映画（1987年）。かつて日本の統治下にあった影響で、台湾でも桃太郎は有名であり映画化された。主題歌「千年神話」は「桃太郎」をポップス調にアレンジした曲であった。
- 『桃太郎伝説』シリーズ - ハドソンのコンピュータRPGシリーズ（1987年 - ）。1989年 - 1991年に『桃太郎伝説 PEACHBOY LEGEND』『PEACH COMMAND 新桃太郎伝説』としてテレビアニメ化もされた。派生作品として、コンピュータボードゲーム『桃太郎電鉄』シリーズやアクションゲーム『桃太郎活劇』などがある。
- 『PEACHBOY』 - シガニー・ウィーバーのナレーション、坂本龍一の音楽で綴られた紙芝居風のビデオ作品（1992年[77]）。
- 『桃太郎まいる!』 - 楠桂の漫画（1993年）。『りぼん』に連載された。
- 『モモタロー・ノー・リターン』 - 奥山和弘（1995年[78]） ジェンダーバイアスに対し、桃太郎を女の子として描写。主人公は「桃子」[注 12]。
- 『Dancing Blade かってに桃天使!』 - コナミのアドベンチャーゲーム（1998年 - 1999年）。PlayStation・ドリームキャストにて発売された。桃から生まれた少女「桃姫」と幼馴染の少年（プレイヤー）、イヌ・サル・キジをモチーフとした仲間と共に冒険をする。続編に当たる『dancing blade かってに桃天使II 〜Tears of Eden〜』も発売された。
- 『かなり桃たろう』 - 玉井たけしの漫画（1998年 - 1999年）。
- 『桃太郎ぽけら異聞 ももぺ』 - 犬丸りん（2003年）の脱力系イラストストーリー[注 13]。
- 『HUMANITY THE MUSICAL 〜モモタロウと愉快な仲間たち〜』 - 地球ゴージャスのミュージカル（2006年[79]）。
- 「ももたろう」（2007年） - NHK教育テレビの番組『おはなしのくに』（出演・朗読はFLIP-FLAP）。
- 『モモキュンソード』 - キビダンゴプロジェクトによるWEB小説として発表されたライトノベル。「桃太郎は女の子だった」という設定のもと製作されている。2014年にTVアニメ化された。
- 『当方桃太郎、全パート募集』（2014年 - 2015年） - 三上骨丸によるパロディ漫画。『少年ジャンプ+』創刊作品。
- 『ありえない日本昔話“桃?太郎”』 - ゼスプリ・インターナショナル・ジャパンが制作したWEB絵本。原典の桃をキウイフルーツに置き換えている。2015年6月24日公開[80][81]。
- 『ペプシストロング "Forever Challenge" 桃太郎 CM』 - フィーチャー 小栗旬。
- 『混昔物語』 - 橘花紅月（2017年）。桃太郎を含む複数の昔話を一つにまとめた小説。
- 『ももたろう』（2020年） - 漫☆画太郎の「ガタロー☆マン」名義による絵本。「笑本おかしばなし」シリーズ第1作。
- 『暴太郎戦隊ドンブラザーズ』 - 東映（2022年）。スーパー戦隊シリーズ第46作品目のタイトル並びにそのヒーロー名。桃太郎をモチーフにしたスーパー戦隊である。
- 『桃太郎伝記 〜我武者羅〜』- 浅葱 (2024年)　同年11月にリリースされるシングル曲[82]。

### 『桃太郎』の後日談、子孫、転生を描いた作品
- 『桃太郎元服姿』
  - 安永8年（1779年）に発表された人情本。作者は市場通笑[83]。桃太郎に退治された鬼が桃太郎を暗殺するため鬼娘を召使いとして桃太郎の家に送り込むが、鬼娘は桃太郎と暮らすうちに恋心を抱く。桃太郎への片思いと暗殺命令の板ばさみに苦しんだ鬼娘は自刃して命を絶つ。庶民の間で広く親しまれていた『桃太郎』にはいくつかの続編（二次創作）があり本作もその一つである。
- 『桃太郎地獄変』
  - 石川賢の漫画。鬼を征伐した後の凄惨な仲間割れが描かれている。鬼が島の掃討場面でも、女・子供に容赦していない。
- 『サイバー桃太郎』
  - 山口貴由のSF時代劇漫画。新装版タイトルは「魔幻戦記サイバー桃太郎」。サイバー化した桃太郎が仲間のイヌ子らと鬼退治をしさらに強大な敵と戦っていく。その後『真 サイバー桃太郎』としてリライト作も書いている。
- 『衛府の七忍』
  - 山口貴由の時代劇漫画。温羅を退治した後も鬼退治を続け、1000年以上生きている。体制側の最強人物。被差別民の鬼たる主人公たちにとって最大の敵。
- 『THE MOMOTAROH』
  - にわのまことのエンターテイメントプロレス漫画。週刊少年ジャンプに連載された。桃太郎の子孫を名乗る人物（覆面レスラー）が登場。
- 『つっぱり桃太郎』
  - 漫☆画太郎の漫画。週刊ヤングジャンプに連載された。二代目桃太郎となる人物が登場。
- 『桃組+戦記』
  - 左近堂絵里の漫画。主人公の桃園祐喜が桃太郎の生まれ変わりという設定。
- 『燃えろ!熱血リズム魂 押忍!闘え!応援団2』
  - かつて鬼を退治した勇者として「岡山桃太郎」が登場。すっかり年をとっており74歳の爺さんになっている。
- 『風が如く』
  - 米原秀幸の漫画で2008年10月より週刊少年チャンピオンにて連載中。
  - 主人公ではないが、犬（パンダ）、猿（人間）、雉（鳩）を連れて鬼ヶ島へ向かう十二代目・桃太郎の女の子が重要人物として登場する。
- 『殲鬼戦記ももたま』
  - 黒乃奈々絵の漫画。桃太郎、犬、猿、雉の生まれ変わりが登場し、登場人物のほぼ全てが犬、猿、雉の特性を持つ。
- 『桃次郎の冒険』
  - 劇団四季のミュージカルで阪田寛夫の小説「桃次郎」が原案。「桃太郎」の紙芝居にケチをつけた少年・桃山次郎が桃太郎の弟・桃次郎となって紙芝居の世界に入り再び鬼退治に旅立つが、鬼たちと仲よくなるという物語。おじいさんとおばあさんが桃太郎の活躍以降欲深い性格になっていたり、家来の犬、猿、雉はぐれていて全くやる気がなかったり、鬼たちは実は善良な種族で彼らに取っては鬼ヶ島に乗り込んでたくさんの鬼を殺し財宝を奪っていった桃太郎の方が悪だったりと、善悪が逆転したような世界観が特徴。また桃次郎の弟の桃三郎（桃山三郎）も登場し、鬼の友達になった桃次郎と対立することになる。
- 『鬼灯の冷徹』
  - 江口夏実の漫画。死後の世界の住人として登場。桃太郎は桃源郷で薬剤師見習い、犬、猿、雉は地獄で獄卒として働いている。
- 『鬼武者』
  - カプコンのアクションゲームシリーズ。過去に鬼一族の本拠地であった鬼ヶ島を手下の幻魔三匹と壊滅させたことがあり、人間界では後に「桃太郎伝説」として語り継がれている高等幻魔ゴーガンダンテスが登場した。
- 『ピーチボーイリバーサイド』
  - 原作:クール教信者、漫画:ヨハネのWeb漫画。桃太郎の力を創世記と絡めて解釈した異説。日本で鬼退治した桃太郎が海外でも鬼退治を続けていく。
- 『桃太郎日常茶飯事鬼退治』
  - 秋里和国の漫画。現代版桃太郎が登場。お供は雉（八咫烏）と猿（イタチ）。京都の宿を舞台に人に巣くう鬼退治をする。
- 『桃源郷ラビリンス』
  - 岡山ヒロミの小説。岡山市の古民家カフェ「桃源郷」で店主をしている桃太郎の生まれ変わり吉備桃太郎が主人公。犬・猿・雉の生まれ変わりも登場。舞台化・映画化（映画題「桃源郷ラビリンス〜生々流転〜」）されている。
- 『ピーチツアー』
  - 遠藤淑子の漫画。桃太郎の孫娘モモが血を流さず鬼との関係を解決すべく雉若丸（きじわかまる）という名の若さま、そのお付き武官の柴犬之助（しばけんのすけ）、そして海賊の鬼申（きしん）とともにニュー鬼ケ島に向かう。

### 上記以外で人物関係などの設定を引用している作品
- 『桃太郎の海鷲』 - 1943年3月25日に公開された国産アニメ。
- 『桃太郎 海の神兵』 - 1945年4月12日に松竹動画研究所により公開された日本の長編アニメ。この時期軍部が提供した潤沢な予算はアニメーション技術の向上に繋がったとの評価がある。
- 『魔法のプリンセス ミンキーモモ』 - 主人公（モモ）とお供の3匹（犬、サル、鳥）の構成は、桃太郎をモチーフとしたものである。
- 『どんぶらこ』- 山下文吾による漫画。
- 『幽☆遊☆白書』- 暗黒武術会編において裏御伽チームの一員として黒桃太郎が登場し、奇美団子(きびだんご)を用いて自身を強化する。
- 『Dancing Blade かってに桃天使!』 - 株式会社コナミ販売のアドベンチャーゲーム。
- 『獣戦士ガルキーバ』 - 主人公（桃矢）と3匹のアニマノイド（犬（狼））、サル（ゴリラ）、鳥）のキャラクター設定は、桃太郎をベースとしており、さらにこれに金太郎が加わる。
- 『仮面ライダー電王』 - 平成仮面ライダーシリーズ第7作。お伽話の登場人物をキャラクターのモチーフとする中で、仮面ライダー電王 ソードフォームのモチーフが桃太郎。前述の『ドンブラザーズ』ともコラボレーション。
- 『桃にキッス!』 - 川村美香の漫画。鬼を封印する役目を担った主人公とその恋人の仲間3人が、それぞれ犬、猿、雉に変身できる能力を持っている。
- 『シャキーン!』 - MCの1人のモモエは桃の妖精という設定でありピンク色の女の子であるが16代目桃太郎と名乗っている[84]。「おしえてモモエさん」のコーナーで犬キジ猿からの質問に答えている。「鬼Tube」のコーナーは三匹の鬼による動画配信風のコーナーであるが[85]、モモエは彼らを敵視している。
- 『一血卍傑』- 鬼退治をし、金銀財宝を手に入れた後のモモタロウが登場する。吉備津彦の設定を加えられており、吉備津神社に奉納されている長船法光の太刀を持ち、鬼ヶ島ではなく鬼ノ城（読み方は「おにのしろ」）で鬼退治をしたこととなっている。若くして名をあげたため、自分が最強だと思い込んでいる。しかし、正義感が強く、平和を乱すものは許さないが、少々行き過ぎたところがある。
- 『ひるね姫 〜知らないワタシの物語〜』 - 神山健治によるアニメ。主人公の父の名前がモモタロー。
- 『美鬼神伝説 MOMO』 - 脚本：沖南数人、作画：Z-ONE、構成：津島直人のSF漫画作品。謎の星を舞台とした巨大な刀を持った少女MOMOと記憶をなくしたひ弱な少年タロウの鬼退治冒険活劇。イヌ族・鳥族などが登場。
- 『桃太郎くんは言うコトをきかない』 - 御守リツヒロの漫画作品。新任教師の鬼ヶ島が問題児である桃太郎とその仲間たちに振り回される学園ドタバタギャグ漫画。
- 『桃太郎』 - 作詞・作曲：ケンモチヒデフミ、歌：水曜日のカンパネラの楽曲（2014年）。現代版桃太郎をテーマにしている[86]。引きこもりの太郎少年が鬼退治に行く話[87]。

## 派生用語

### 名称
- 昔々亭桃太郎は、落語の名跡。当代は昔昔亭桃太郎と名乗る。

### 選挙
- 桃太郎（ももたろう）は、選挙運動の方法の一つ[88]。襷をかけた候補者が幟を持った運動員らを連れて街頭を練り歩く活動が、鬼退治に向かう桃太郎の姿を連想させることからこのように呼ばれる[88]。

### 野菜
- 桃太郎（ももたろう）は、タキイ種苗が販売するトマトの品種の1つ。

### 菓子
- もも太郎（ももたろう）は、新潟県を中心にセイヒョー、さかたや、第一食品が販売しているアイスキャンディーの商品名。

### 鉄道・航空
- ECO-POWER桃太郎は、日本貨物鉄道（JR貨物）岡山機関区所属[89]の電気機関車・EF210形の愛称。
- 鬼無桃太郎駅は、四国旅客鉄道（JR四国）の予讃線、鬼無駅の愛称。
- 四国桃太郎貨物駅は、日本貨物鉄道（JR貨物）の予讃線・高松貨物ターミナル駅の愛称。
- 西日本旅客鉄道岡山支社の吉備線及び津山線の入線メロディ。
- 岡山電気軌道9200形電車の愛称「MOMO」は、桃太郎と岡山の名産の果物・桃に由来する。
- 桃太郎線は、西日本旅客鉄道・吉備線の愛称。
- 岡山桃太郎空港は、岡山空港の愛称。

### 企業
- 株式会社桃太郎（桃太郎映像出版、桃太郎ピクチャーズ）は日本のビデオ製作会社
- 株式会社 ジャパンブルー - 「桃太郎ジーンズ」というブランドを展開
- 株式会社ランシステム - コンピュータゲーム販売「TVゲームショップ桃太郎」、ゲームセンター「アミューズメント桃太郎」を展開。
- 有限会社桃太呂 - 長崎県長崎市で豚まんを製造・販売する企業。
- MonotaRO - ｢不透明な業界習慣の退治｣の表現として、桃太郎が名称の由来の一つとなっている。

### 企業・自治体のキャラクター
- メガネドラッグ - マスコットキャラクターに桃太郎をモチーフにした「モモちゃん」が用いられている。
- au (携帯電話) - 2015年から桃太郎（桃ちゃん）がイメージキャラクターの一人となっている（詳細は「auのイメージキャラクター」を参照）。
- 岡山県 - ももっち。2005年のおかやま国体で誕生し、翌年から同県のマスコットキャラクターに昇格した。

### ゲーム
- ハドソンが、桃太郎シリーズ（『桃太郎伝説』シリーズや『桃太郎電鉄』シリーズなど）を発売。
- セガ・インタラクティブが稼働しているアーケードゲームWonderland Wars（2015年稼働開始）に、吉備津彦命をモデルとしたキャラクターが登場。

### 店名
- ビデオ・DVD試写・販売店に桃太郎と言うチェーン店が大阪各地にある。
- 三重県四日市市及び菰野町におにぎり・弁当店のチェーン店おにぎりの桃太郎がある。

### 注訳
1. ↑  享保後期初版[?][12]。
2. ↑  甲斐国巨摩郡逸見筋岩下村の甘露山慈雲院（明治３１年の洪水で寺は失われた）で記録されたものだが、京都で聞いた話を伝えたものと記されている。
3. ↑  加原は、草双紙は江戸や関西の都市で発行されたものなので偏重があり、日本全土の伝承を反映しているわけではないと意見する。
4. ↑  桃太郎が桃から生れたとするのは、小池曰く「変遷期後期」（享和元年[1801年]～慶応三年[1867年]）だという。Koike 1967, p. 36。
5. ↑  『再板/桃太郎昔語』とも題されており、この再版のうち加賀文庫所蔵本は刊行年不明だが、これとは別に大東急文庫所蔵本は安永6年（1777年）があるのでほぼ同年代と比定できる。また、資料によっては赤本でなく黄表紙として扱われる[24]。
6. ↑  絵師の西村重信は、この号を享保16年（1731年）～延享4年（1747年）頃に名乗っており、のち「石川豊信」と改名した[25][26]。
7. ↑  他にも"中啓を右手にもち"、"髪には宝珠のような珠が飾られ"と観察する。
8. ↑  教科書は公刊物なため著者名が記述されず、小波が著者という断定に至らない。
9. ↑  "もゝたろふが、おにがしまにゆきしは、たからをとりにゆくといへり。けしからぬことならずや。たからは、おにのだいじにして、しまいおきしものにて、たからのぬしはおになり。ぬしあるたからを、わけもなく、とりにゆくとは、もゝたろふは、ぬすびとゝもいふべき、わるものなり。もしまたそのおにが、いつたいわろきものにて、よのなかのさまたげをなせしことあらば、もゝたろふのゆうきにて、これをこらしむるは、はなはだよきことなれども、たからをとりてうちにかへり、おぢいさんとおばゝさんにあげたとは、たゞよくのためのしごとにて、ひれつせんばんなり。（桃太郎が鬼ヶ島に行ったのは宝をとりに行くためだ。けしからんことではないか。宝は鬼が大事にして、しまっておいた物で、宝の持ち主は鬼である。持ち主のある宝を理由もなくとりに行くとは、桃太郎は盗人と言うべき悪者である。また、もしその鬼が悪者であって世の中に害を成すことがあれば、桃太郎の勇気においてこれを懲らしめることはとても良いことだけれども、宝を獲って家に帰り、お爺さんとお婆さんにあげたとなれば、これはただ欲のための行為であり、大変に卑劣である）"。
10. ↑  桃太郎の模擬裁判を扱ったフィクション作品としては、民話の出来事を裁判員制度の題材とした漫画『裁判長! 桃太郎は「強盗致傷」です!』（漫画：相川タク、監修：小林剛）、NHK教育テレビジョンのテレビドラマ『昔話法廷』などがある
11. ↑  カチカチ山、浦島太郎なども含めたSFパロディ作品。
12. ↑  男女の役割を逆転させお爺さんが「川で洗濯」に、お婆さんが「山へ柴刈り」に行く。
13. ↑  「脱力力」を武器とする桃太郎・ももぺの活躍を描く。読売新聞日曜版に連載・単行本化。

## 関連商品
- NHKTPおはなしシリーズ　TP17（NHKサービスセンター）